# Monchhichi
Monchhichi är en kombination av docka och gosedjur i form av en liten apa. Den skapades 1974 av japanen Koichi Sekiguchi, ägare till firman Sekiguchi Co. Ltd.. Sekiguchi baserade den på två av sina tidigare skapelser, ett kramdjur i form av en apa (Kuta Kuta) samt en modedocka som sög på tummen (GeGe).

## Dockorna
Händer, fötter och ansikte är av plast och resten av kroppen av mjukstoppad pälsliknande plysch. Ansiktet ger intrycket av ett barn eller en baby. Dockans främsta signum är att den har en napp, banan eller tumme som kan stoppas i dess mun. Den ursprungliga dockan var ungefär 18 centimeter hög och fanns som pojke eller flicka. När försäljningen visade sig gå bra utökades sortimentet med dockor i större storlekar, samt tillbehör som kläder och möbler. Dockorna var först blåögda men från och med 1985 gjordes de med bruna ögon.

## Popularitet
Monchhichi blev populär, inte bara i sitt hemland Japan, utan också i Europa. I Sverige var dockan som mest populär under första halvan av 1980-talet. I Frankrike kallas Monchhichi "Kiki" och i England "Chic-a-boo". I Japan gjordes en animerad TV-serie om Monchhichi, Futago no Monchichi ("Tvillingarna Monchhichi"), och i USA gjordes en animerad TV-serie som kallades just Monchhichis.